# Aitxuri
Aitxuri je nejvyšší hora španělského pohoří Aitzgorri. Nachází se u města Zegama v provincii Gipuzkoa a s nadmořskou výškou 1551 m je nejvyšší horou autonomního společenství Baskicko. Její prominence činí 943 m a je 36. největší na Pyrenejském poloostrově. Hora je tvořena vápencem, což se odráží v jejím názvu, který pochází z baskického výrazu aitz txuri („bílá skála“). Na vrchol vede turistická stezka vycházející od svatyně Arantzazu. V okolí se pravidelně koná horský maraton Zegama–Aitzgorri.